# 天頂攝影機

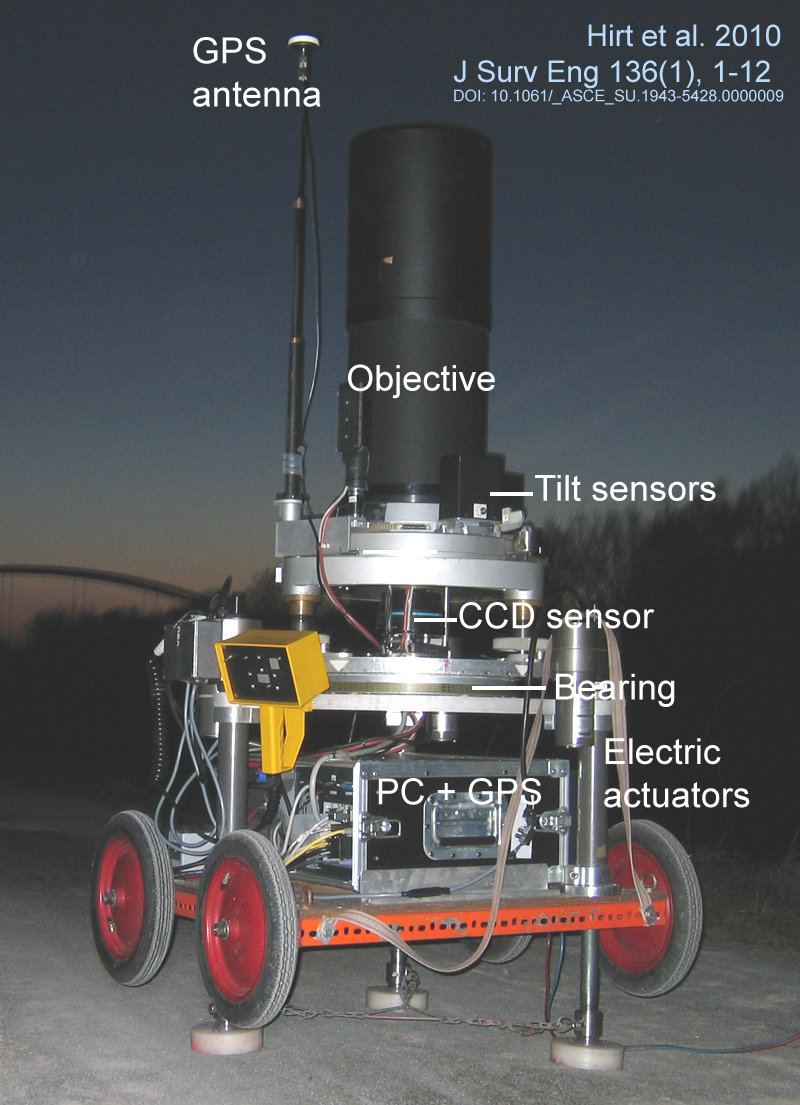
漢諾威大學的數位天頂攝影機系統，用於觀測鉛錘線和垂直偏轉。

天頂攝影機是現今主要用於調查地球重力場的天文大地望遠鏡。天頂攝影機被設計做為移動式的儀器，可以在現場測量天文座標垂線和現場觀測垂線的偏差。

## 儀器
天頂攝影機結合數位影像感應器（CCD）和光學鏡頭（約 10-20 釐米口徑）獲取天頂附近星星的影像。電子水平儀（傾斜感應器）提供望遠鏡指向天頂需求的手段。天頂攝影機一般都安裝在可以轉動的平台上，以讓攝影機可以從兩個不同的方向（通常是相隔90度）取的影像。因為天頂攝影機通常不跟蹤或掃描，所以設計的曝光時間都很短，通常都在0.1秒的等級，以使星星保持圓點像。曝光時機主要利用GPS紀錄拍攝時間（時間標記）的能力。

## 資料處理
根據CCD感測器鏡頭使用的組合，每幅天頂影像能捕捉數十顆至數百顆的星點。星星在影像上的位置使用數位影響處理演算法，如圖像矩分析或點擴散函數，確定星星的位置。以第谷第二星表或UCAC-3星表做為參考以篩檢星點。天頂點是欄位中成像星點的內插值，以曝光時間和望遠鏡在垂線方向的軸向傾斜（小）修正。

## 精確度和應用
如果天頂攝影機的參考橢球體是已知或測量過，也就是以GPS接受器測量，就可以得到天頂攝影機的垂直偏轉結果。天頂攝影機提供的天文座標和垂直偏轉精確度約可達到0.1弧秒。天頂攝影機與CCD影像感應器每晚約可蒐集10個地點的垂直偏轉。天頂攝影機已經用於精確的調查地球的重力場（大地水準面，似大地水準面）。

## 進階讀物
- Hirt, C.; Seeber, G. Accuracy analysis of vertical deflection data observed with the Hannover Digital Zenith Camera System TZK2-D. Journal of Geodesy 82(6): 347-356. DOI: 10.1007/s00190-007-0184-7. (PDF（页面存档备份，存于）).
- Hirt., C; Bürki, B.; Somieski, A.; Seeber, G. Modern Determination of vertical deflections using digital zenith cameras. Journal Surveying Engineering 136(1), Feb 2010, 1-12. DOI: 10.1061/_ASCE_SU.1943-5428.0000009,2010.(PDF（页面存档备份，存于）).